# Johann Adam von Questenberg

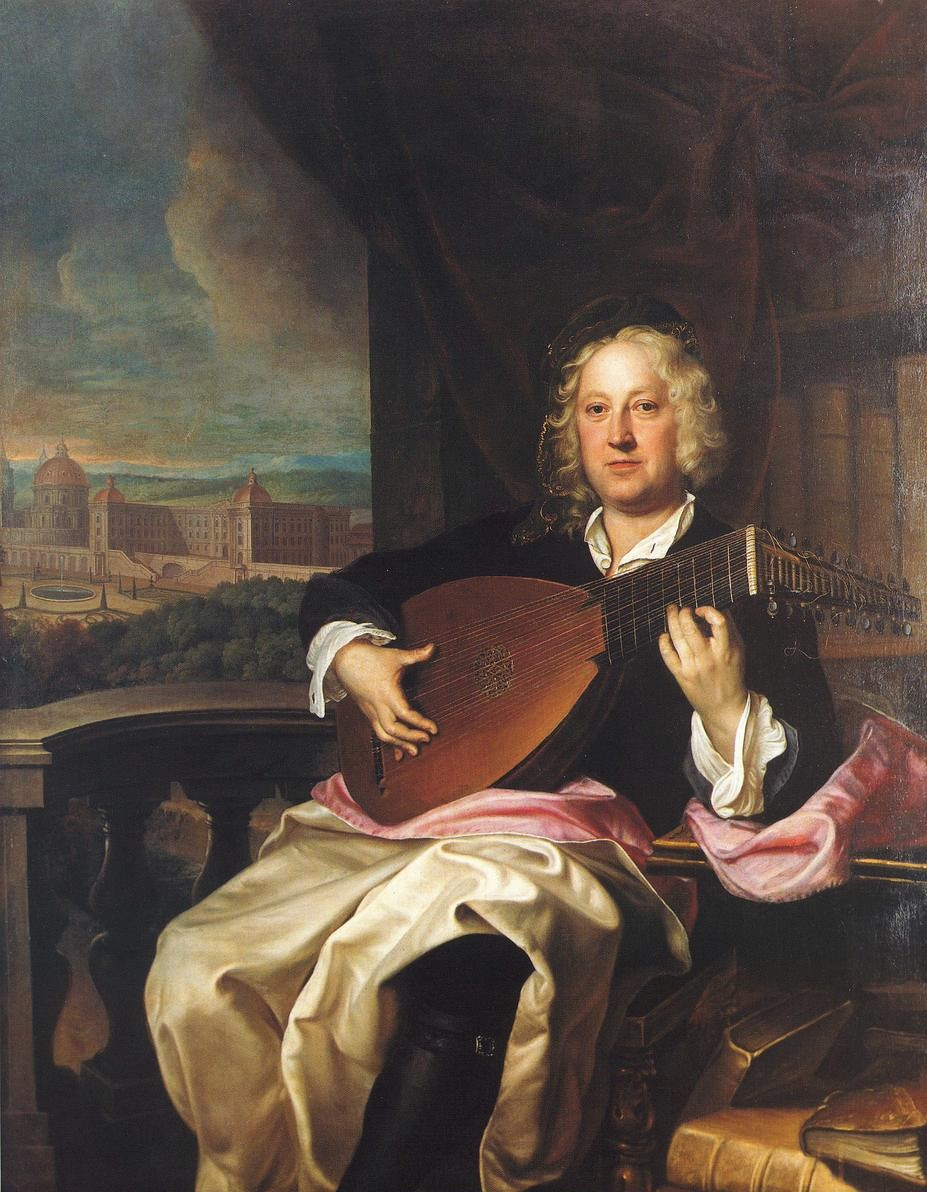
Johann Kupetzky: Johann Adam von Questenberg mit Laute

Graf Johann Adam von Questenberg (getauft 24. Februar 1678 in Wien; † 10. Mai 1752 in Jarmeritz) war ein österreichischer Adliger, Reichshofrat, Musikfreund, Schlossherr und Mäzen.

## Leben
Johann Adam von Questenberg entstammte dem Kölner Zweig der Adelsfamilie Questenberg. Sein Großvater Gerhard von Questenberg (1586–1646) war in den Dienst der Habsburger getreten und hatte mehrere Herrschaften in Böhmen, Mähren und Niederösterreich erworben, darunter Schloss Jarmeritz, das sein Sohn Johann Anton (1633–1686), Johann Adams Vater, als Hauptsitz wählte.
Johann Adam studierte Philosophie in Wien (1692–1694) und Rechtswissenschaft in Prag (1694–1696). Im Jahr des Studienabschlusses erhielt er den erblichen Grafentitel. Nach einer mehrjährigen Kavaliersreise durch Mittel-, West- und Südeuropa kam er 1702 als Hofrat an den Wiener Kaiserhof, wo er 1706 Reichshofrat und 1723 wirklicher Geheimer Rat und k.k. Kämmerer wurde. 1735 sandte ihn Karl VI. als Prinzipalkommissar zum mährischen Landtag, womit sein Aufenthalt am Kaiserhof endete. – Seit seiner Studienzeit stand er den Jesuiten nahe.
Questenberg baute sein Wiener Palais und seine Herrensitze im Barockstil aus. Seit 1702 veranstaltete er musikalische Aufführungen im Wiener Palais, seit 1722 im Jarmeritzer Schlosstheater. Dort unterhielt er ein festes Musikensemble mit eigenen Komponisten, 20 Vokalisten und 70 Instrumentalisten, die sich auch an der Kirchen- und Schulmusik beteiligten. Jarmeritz wurde in dieser Zeit ein überregional ausstrahlendes Musikzentrum.
Questenberg war selbst ausübender Musiker (Laute, Theorbe) und Komponist. Zwei Stücke von ihm sind erhalten. Zudem war er ein leidenschaftlicher Musikaliensammler; zahlreiche Werke zeitgenössischer Komponisten gab er in Auftrag oder erwarb sie, was den Urhebern wichtige Einnahmen verschaffte. Seine bedeutendsten Korrespondenzpartner waren Antonio Vivaldi und Johann Sebastian Bach. Bach war er vielleicht in Karlsbad begegnet, wohin dieser als Hofkapellmeister seinen Fürsten Leopold von Anhalt-Köthen 1718 und 1720 begleitet hatte und wo Questenberg regelmäßig zum sommerlichen Musikprogramm beitrug. Belegt ist eine Kontaktaufnahme Questenbergs mit Bach durch einen Leipziger Mittelsmann im April 1749, die die bereits bestehende Bekanntschaft voraussetzt, deren Zweck aber unbekannt ist. Nach einer Hypothese von Michael Maul könnte er bei Bach die h-Moll-Messe in Auftrag gegeben haben.
1707 heiratete er Maria Antonia Gräfin Waldburg (1691–1736) und 1738 Maria Antonia Gräfin Kaunitz (1708–1778). Von den sechs Kindern aus seiner ersten Ehe erreichte nur die Tochter Maria Carolina (1712–1750) das Erwachsenenalter. Er setzte Dominik Andreas von Kaunitz, einen Neffen seiner zweiten Frau, als Erben seiner Güter und seines Namens ein.